# Remastersys
Remastersysは、使用しているUbuntuの環境をまるごとISOファイルとして作成可能なツール、リマスタリングツール。
ホームフォルダを含めたバックアップISO・ホームフォルダを除いたISOを作成することが可能である。
BasixやLinuxBeanはデフォルトでインストールされているため、インストールの手間は省くことができる。